# اولگا پیواروا
اولگا پیواروا (روسی: Ольга Иосифовна Пивоварова؛ زادهٔ ۲۹ january ۱۹۵۶ (۶۹ سال)) ورزشکار روئینگ اهل اتحاد جماهیر شوروی سوسیالیستی است.
وی در مسابقات کشوری و بین‌المللی در مجموع برندهٔ ۲ مدال طلا، ۲ مدال نقره شده‌است.